# Tuvgölen, Blekinge
Tuvgölen är en sjö i Ronneby kommun i Blekinge och ingår i Vierydsåns huvudavrinningsområde.